# 英國駐加拿大高級專員公署
英国驻加拿大高级专员公署（英語：British High Commission, Ottawa）位于加拿大首都渥太华，是英国在加拿大的最高级外交机构。其职责相当于英国的大使馆，不过由于加拿大是英联邦国家，因此该英国最高驻加机构并不称为大使馆，而称为高级专员公署，其馆长称为高级专员。